# Fumiyuki Kanda
Fumiyuki Kanda (神田 文之 Kanda Fumiyuki?,  nacido el 29 de septiembre de 1977 en Tatomi (actualmente Chūō), Yamanashi) es un exfutbolista japonés. Jugaba de centrocampista y su último club fue el Matsumoto Yamaga FC de Japón.

## Trayectoria

### Clubes
| Club                | País  | Año         |
| ------------------- | ----- | ----------- |
| Ventforet Kofu      | Japón | 2000        |
| FC Horikoshi        | Japón | 2001 - 2005 |
| Matsumoto Yamaga FC | Japón | 2005        |